# Lichoslavl
Lichoslavl (Russisch: Лихославль) is een stad in de Russische oblast Tver. De stad ligt 41 kilometer ten noordwesten van Tver, aan de spoorlijn tussen Sint-Petersburg en Moskou. Lichoslavl is de hoofdplaats van het gelijknamige bestuurlijke rayon. De stad heeft 12.025 inwoners.
Lichoslavl is ontstaan uit twee nederzettingen, Ostasjkovo (niet te verwarren met Ostasjkov, elders in oblast Tver) en Lichoslavl zelf. Ostasjkovo werd voor het eerst genoemd in 1624, Lichoslavl in 1816. De stadstatus werd door het Heel-Russisch Centraal Uitvoerend Comité toegekend in 1925.
Lichoslavl staat ook bekend als het centrum van de Tver-Kareliërs. Van 1937 tot 1939 was Lichoslavl het bestuurlijk centrum van het Kareelse Nationale District. In 1997 werd er een nationaal cultureel centrum in Lichoslavl opgericht. Ook wordt de lokale krant Karelskoje slovo 'Het Karelische woord' uitgegeven.

## Demografie
| 1926  | 1939  | 1959  | 1970   | 1979   | 1989   | 2002   | 2010   | 2015   |
| ----- | ----- | ----- | ------ | ------ | ------ | ------ | ------ | ------ |
| 2.962 | 7.666 | 9.470 | 11.709 | 12.832 | 13.449 | 12.515 | 12.257 | 12.025 |

## Galerij

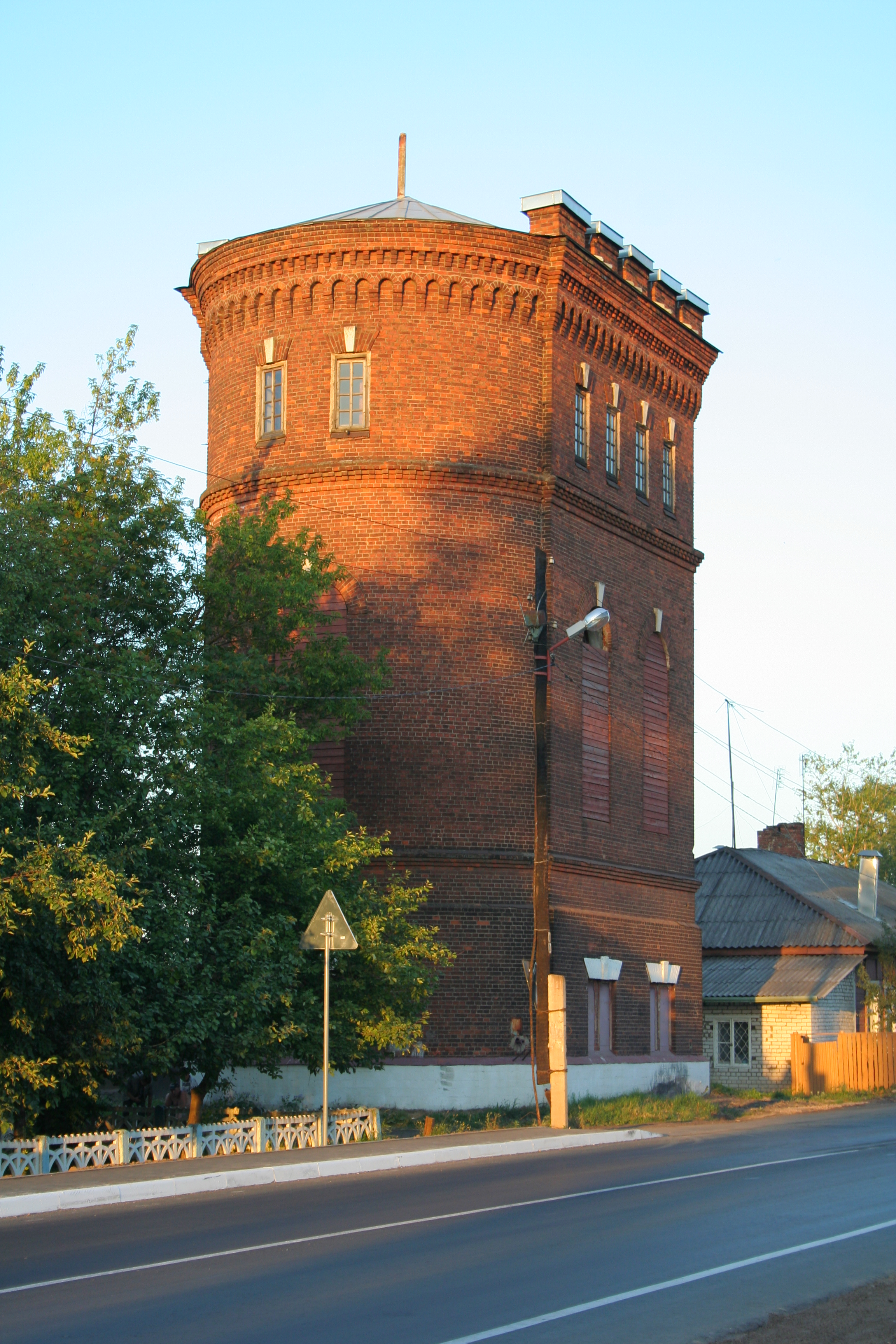
Watertoren op het station
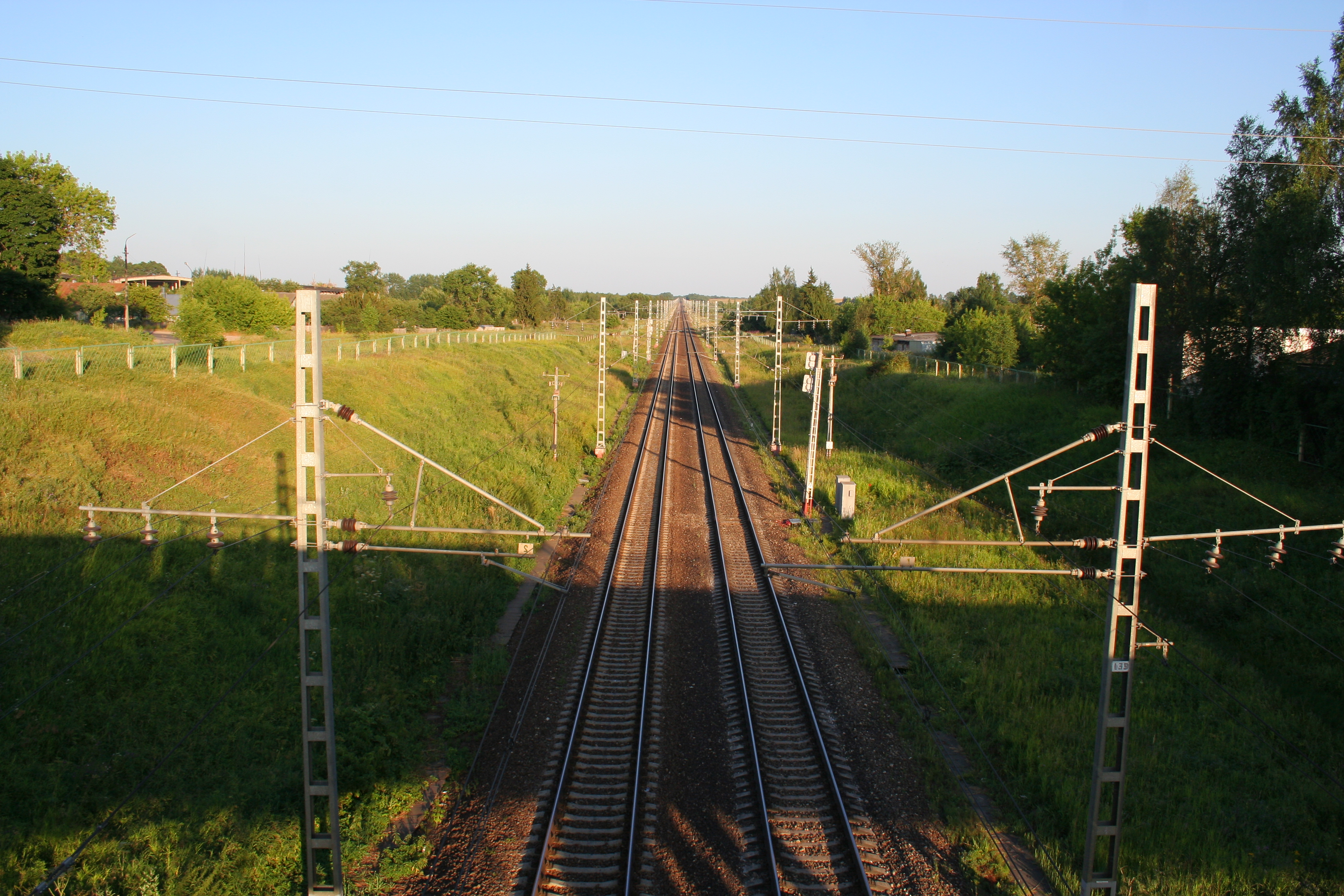
Spoorlijn Moskou - Sint-Petersburg
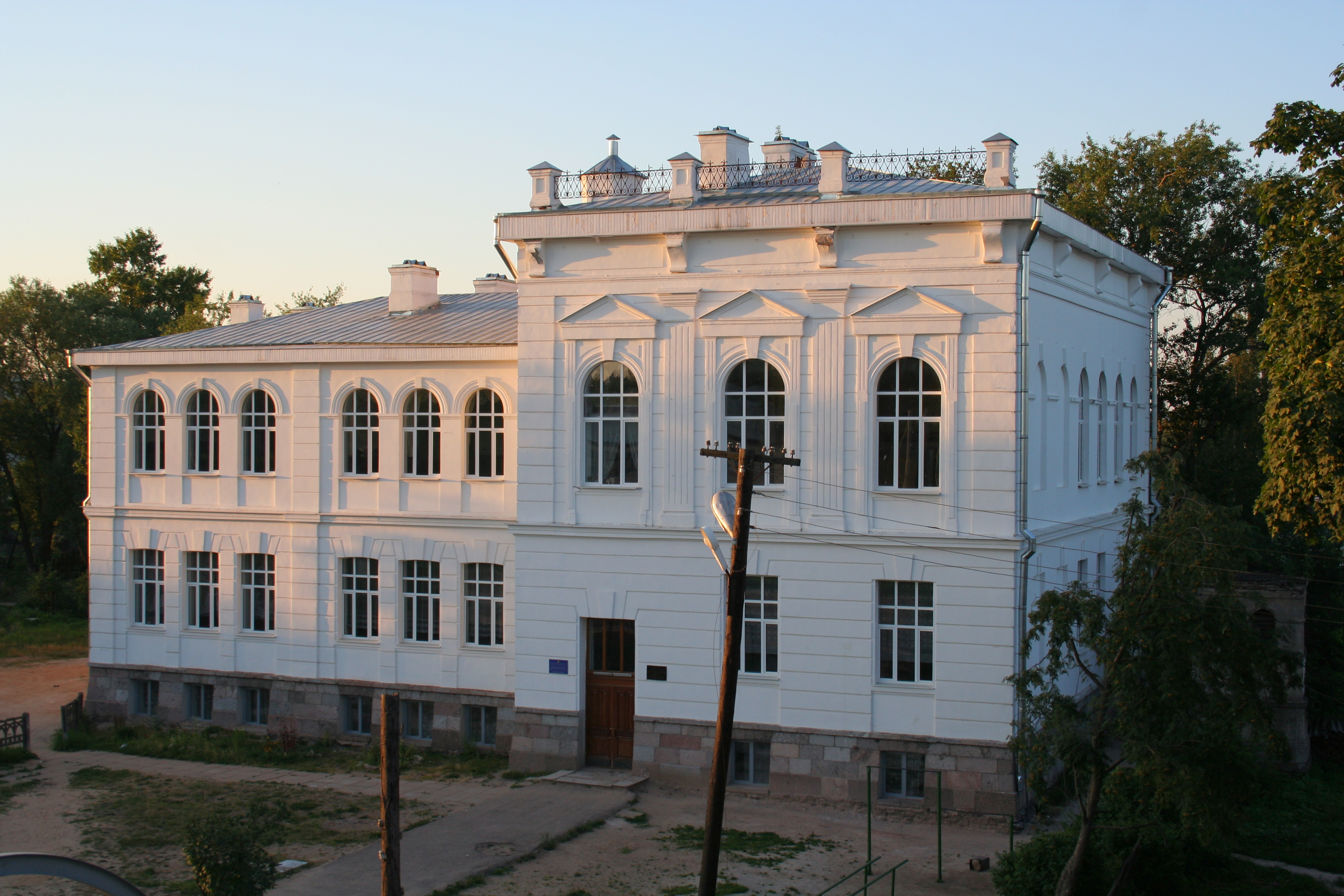
Middelbare school
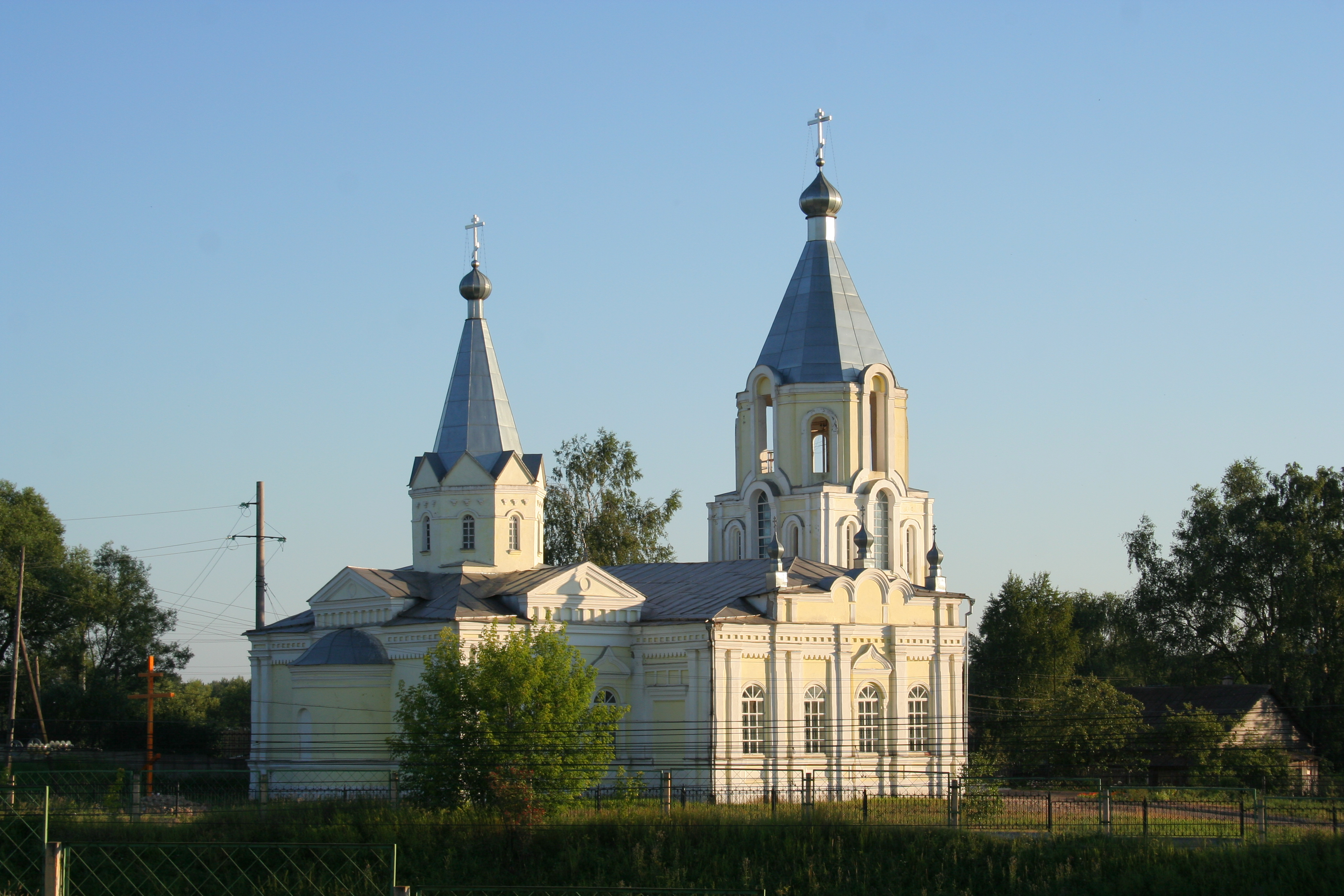
Een kerk in Lichoslavl
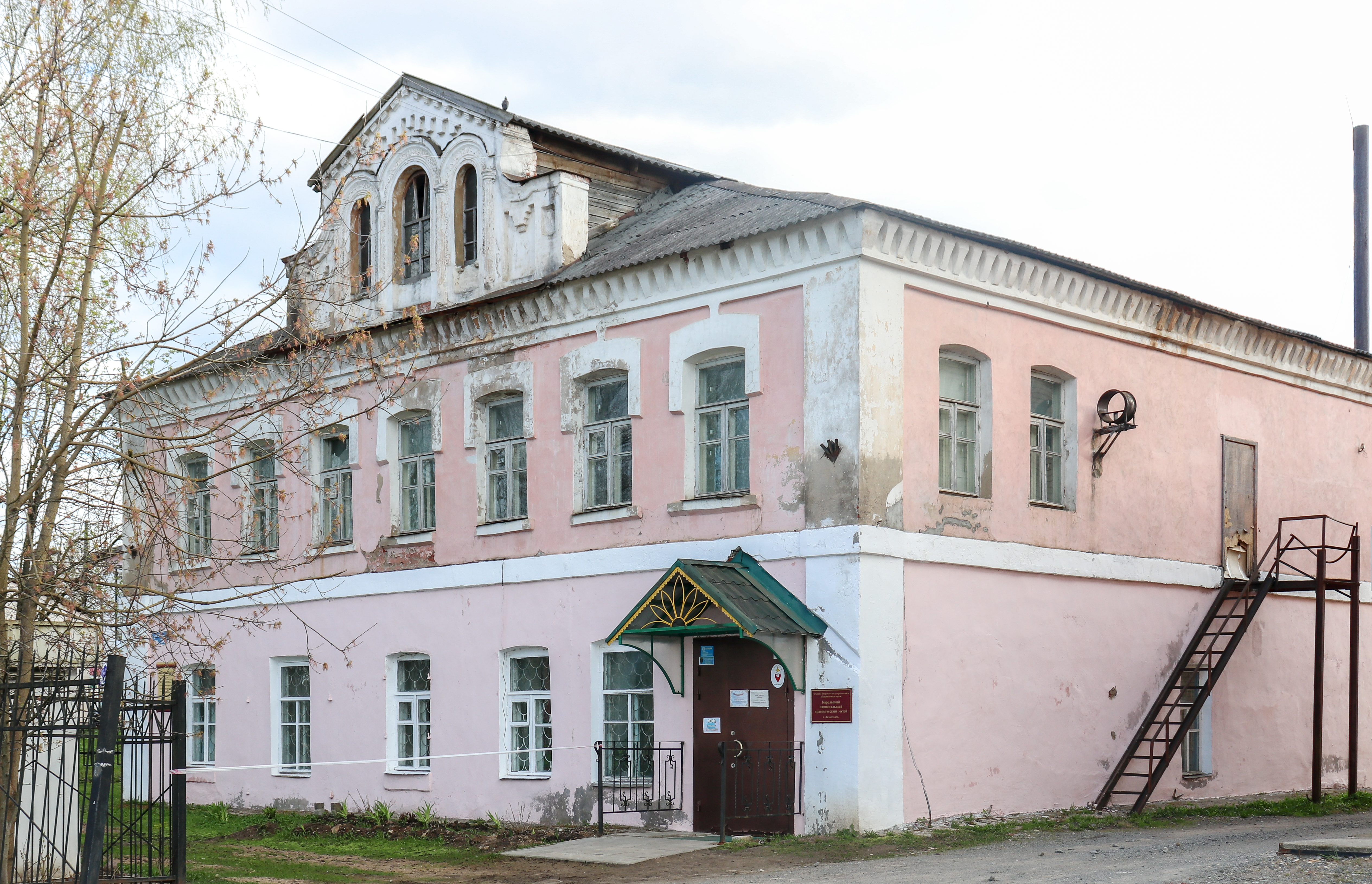
Museum
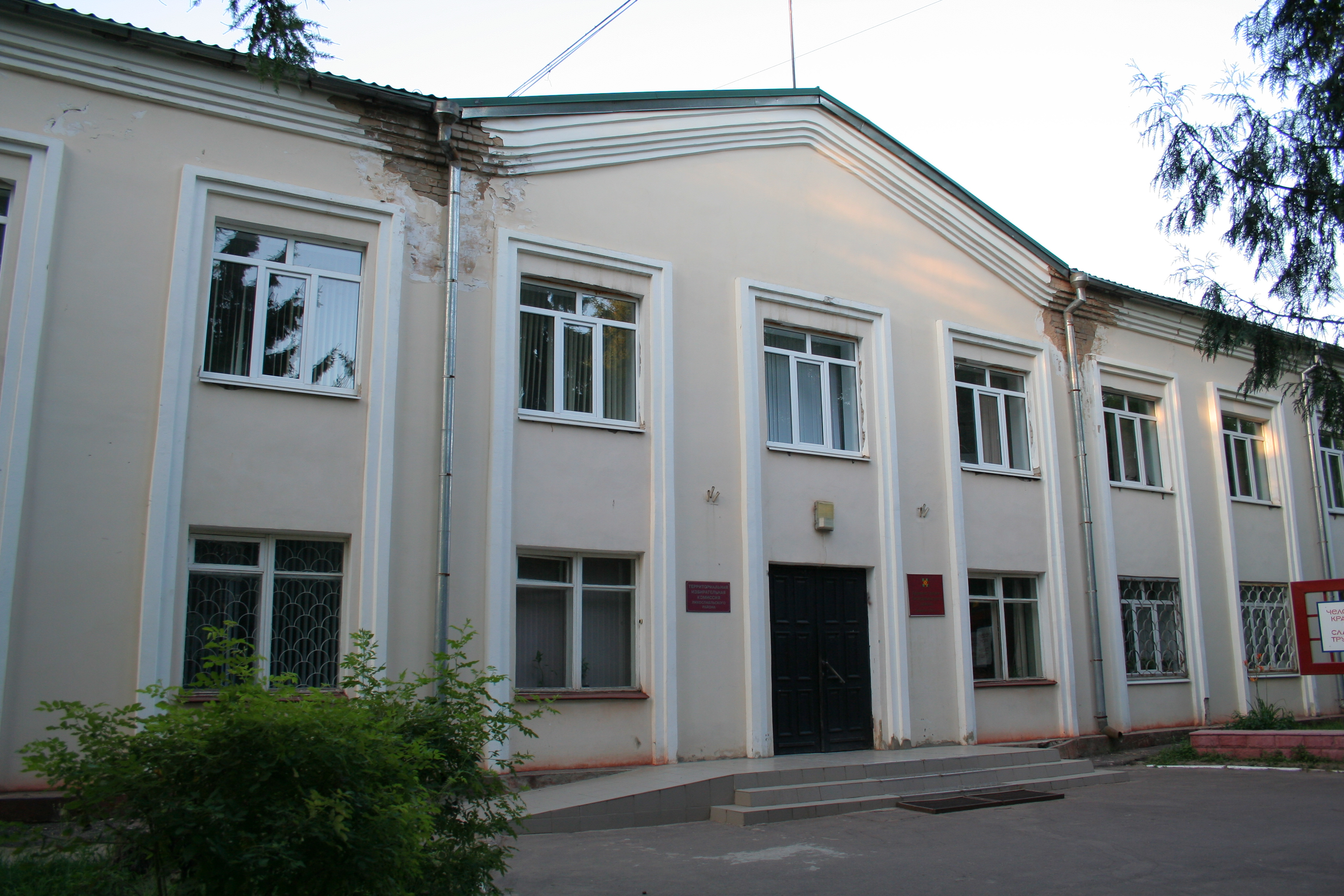
Rayonbestuur van Lichoslavl
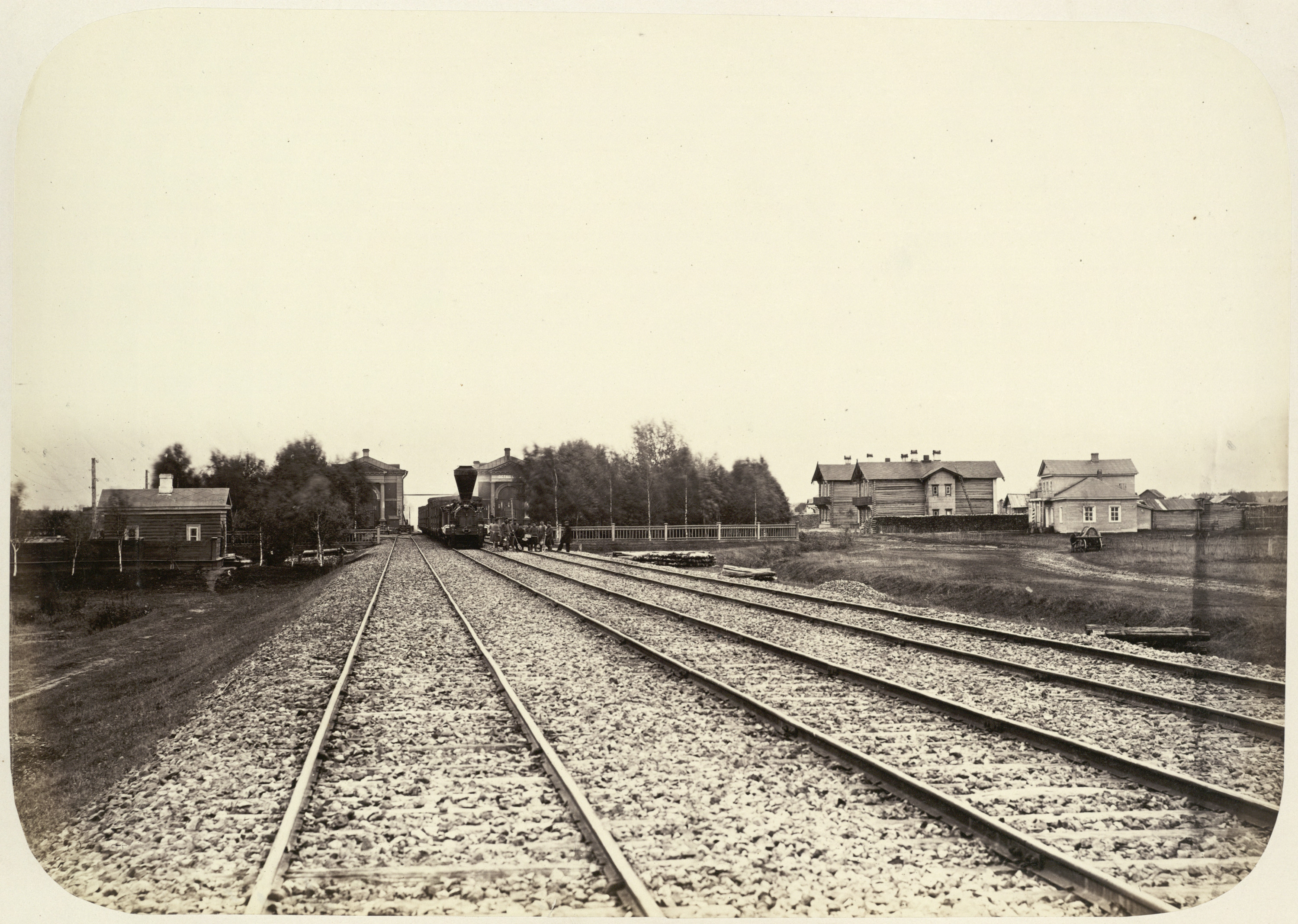
Het station in het jaar 1863

Bestuurlijk centrum: Tver 

Andreapol · Bezjetsk · Bely · Bologoje · Kasjin · Kaljazin · Kimry · Konakovo · Krasny Cholm · Koevsjinovo · Lichoslavl · Nelidovo · Oedomlja · Ostasjkov · Rzjev · Staritsa · Torzjok · Toropets · Vesjegonsk · Vysjni Volotsjok · Zapadnaja Dvina · Zoebtsov